# Wellingholzhausen

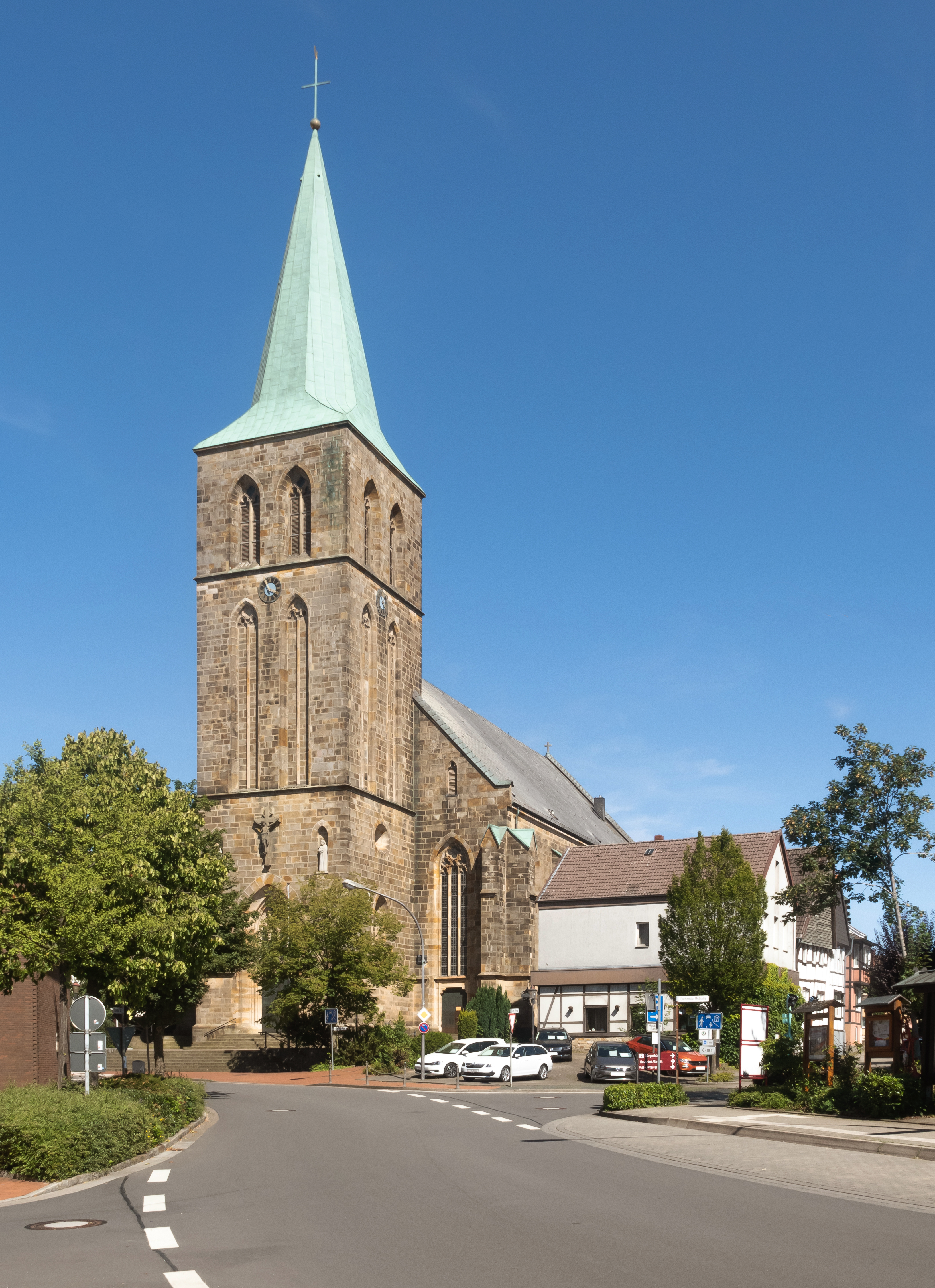
Sankt Bartholomäus

Wellingholzhausen ist ein Stadtteil von Melle im Landkreis Osnabrück in Niedersachsen. Der Stadtteil ist in neun Ortsteile gegliedert, darunter auch das Kirchdorf Wellingholzhausen.

## Geographie

### Geographische Lage
Der Meller Stadtteil Wellingholzhausen, der den Umfang der ehemaligen Samtgemeinde Wellingholzhausen hat, liegt am Nordhang des Teutoburger Waldes. Wellingholzhausen liegt zentral jeweils etwa 25 km entfernt zwischen den Universitätsstädten Osnabrück und Bielefeld. Der Flughafen Münster-Osnabrück ist etwa 50 km entfernt.
Wellingholzhausen grenzt im Meller Stadtgebiet an die Stadtteile Gesmold im Norden, Melle-Mitte im Nord-Osten und Neuenkirchen im Süd-Osten. Im Süden grenzt Wellingholzhausen an Borgholzhausen (Kreis Gütersloh / Nordrhein-Westfalen), Dissen (Süd-Westen) und im Nord-Westen an die Gemeinde Hilter mit ihrem Ortsteil Borgloh.
Im Gebiet Wellingholzhausens liegt der 220 Meter hohe Beutling, dessen Fläche von 42,8 Hektar seit 1937 unter Naturschutz steht. Auf dem Beutling stand bereits 1891 ein Aussichtsturm; der jüngste wurde im Jahr 2000 fertiggestellt und ist 30 Meter hoch.

### Gliederung
Der Stadtteil besteht aus den neun ehemaligen Mitgliedsgemeinden der Samtgemeinde Wellingholzhausen; darunter die acht alten Bauerschaften Handarpe, Himmern, Kerßenbrock, Nüven, Oberschlochtern, Peingdorf, Uhlenberg und Vessendorf sowie das Kirchdorf Wellingholzhausen.

## Geschichte
Im Umfeld von Wellingholzhausen, wie in der Nachbarstadt Borgholzhausen und dem nordwestlichen Nachbarort Borgloh wurden Trittsiegel von Dinosauriern gefunden. Sie stammen aus der Urzeit und lassen darauf schließen, dass ein subtropisches Klima herrschte.
Die früheste Anwesenheit des Menschen auf dem Gebiet von Wellingholzhausen ist für die Mittelsteinzeit belegt durch den Fund einer Geröllkeule aus 8. bis 4. Jahrtausend v. Chr. in der Nähe des Osterbaches, der heutigen Osterfeldsiedlung. In Handarpe wurde eine Axt aus dem 4. Jahrtausend v. Chr. gefunden. Hinterlassenschaften aus der Jungsteinzeit (4000–1700 v. Chr.) sind Hügelgräber im Gemeindegebiet. In die Bronzezeit (1000 v. Chr.) datieren Urnenfunde, die in Wellingholzhausen und den umliegenden Bauerschaften gefunden wurden.

### Mittelalter
Um das Jahr 700 siedelten sich die Sachsen an den Niederungen der Hase an. Im Jahr 800, während der Frankenzeit, wurde ein Meyerhof am Osterbach gegründet. Um das Jahr 1000 herum wurde vermutlich eine Kirche auf dem Gelände dieses Meyerhofes errichtet. Im Jahr 1090 ging die Eigenkirche des Grundherren des Meyerhofes zu Holthusen in den Besitz des Klosters Iburg über. Der vollständige Name „Wellingholzhausen“ wurde erstmals im Jahr 1160 erwähnt. Im 13. Jahrhundert erfolgte der Bau einer neuen Kirche am heutigen Standort, und im 14. Jahrhundert dehnte sich das Dorf außerhalb der Kirchenburg aus. Nachdem die Kirche 1588 durch ein Feuer zerstört worden war, erfolgte ihr Wiederaufbau.

### Neuzeit
Wellingholzhausen war seit dem Mittelalter Sitz der Vogtei Wellingholzhausen, die bis zu den Napoleonischen Kriegen zum Amt Grönenberg des Hochstifts Osnabrück gehörte. Von 1807 bis 1810 gehörte Wellingholzhausen zum Kanton Melle im napoleonischen Satellitenstaat Königreich Westphalen. Von 1811 bis 1813 gehörte der Ort unmittelbar zu Frankreich und war Sitz der Mairie (Bürgermeisterei) Wellingholzhausen im Arrondissement Osnabrück des Departements der Oberen Ems. 1814 kam Wellingholzhausen zum Königreich Hannover und gehörte dort wieder zum Amt Grönenberg. Zwischen 1856 und 1861 wurde die heutige Kirche St. Bartholomäus neu erbaut.
1867 fiel Wellingholzhausen mit dem gesamten Königreich Hannover an Preußen und seit 1885 gehörte die Gemeinde zum Landkreis Melle. Im Landkreis Melle war Wellingholzhausen Sitz der Samtgemeinde Wellingholzhausen, die mit ihren neun Mitgliedsgemeinden den gleichen Umfang wie alte Vogtei und der heutige Stadtteil hatte. Anfang des 20. Jahrhunderts expandierte das Dorf räumlich weiter. Nach 1945 entstanden weitere Siedlungen rund um den alten Ortskern sowie ein Gewerbegebiet.
Die Samtgemeinde Wellingholzhausen wurde in der ersten Phase der Gebietsreform in Niedersachsen am 1. Januar 1970 aufgelöst. Ihre neun Mitgliedsgemeinden wurden zur neuen Einheitsgemeinde Wellingholzhausen zusammengeschlossen. Der Versuch, am 1. Juli 1972 eine neue Samtgemeinde mit den Orten Borgloh (heute Gemeinde Hilter am Teutoburger Wald) und Gesmold (heute Stadt Melle) zu bilden, scheiterte. Die Gemeinde Wellingholzhausen wurde am 1. Juli 1972 ein Stadtteil der Stadt Melle.

## Einwohnerentwicklung
Bevölkerung der alten Gemeinde Wellingholzhausen:
| Jahr               | Einwohner | Quelle |
| ------------------ | --------- | ------ |
| 1845               | 1003      | [ 7 ]  |
| 1871               | 0928      | [ 8 ]  |
| 1910               | 1045      | [ 9 ]  |
| 17. Mai 1939       | 1169      | [ 10 ] |
| 13. September 1950 | 1953      | [ 11 ] |
| 6. Juni 1961       | 1857      | [ 11 ] |

Bevölkerung der früheren Vogtei, der früheren Samtgemeinde, der Gemeinde von 1970 und des heutigen Stadtteils Wellingholzhausen:
| Jahr               | Einwohner | Quelle |
| ------------------ | --------- | ------ |
| 1845               | 3181      | [ 7 ]  |
| 1871               | 2842      | [ 8 ]  |
| 1910               | 3013      | [ 9 ]  |
| 17. Mai 1939       | 2938      | [ 10 ] |
| 13. September 1950 | 4801      | [ 11 ] |
| 6. Juni 1961       | 3720      | [ 11 ] |
| 27. Mai 1970       | 3935      | [ 11 ] |
| 31. Dezember 2021  | 4826      | [ 12 ] |
| 31. Dezember 2023  | 4778      | [ 12 ] |

## Politik
Als Stadtteil der Stadt Melle entsendet Wellingholzhausen auch Mitglieder in den Rat der Stadt Melle. 

### Ortsrat
Der Ortsrat, der Wellingholzhausen vertritt, setzt sich aus 15Mitgliedern zusammen. Die Ratsmitglieder werden durch eine Kommunalwahl für jeweils fünf Jahre gewählt. Die aktuelle Amtszeit begann am 1. November 2021 und endet am 31. Oktober 2026.
| Wahljahr | CDU | SPD | Grüne | Gesamt   |
| -------- | --- | --- | ----- | -------- |
| 2021     | 10  | 3   | 2     | 15 Sitze |
| 2016     | 10  | 4   | 1     | 15 Sitze |
| 2011     | 10  | 4   | 1     | 15 Sitze |

### Ortsbürgermeister
Ortsbürgermeister waren 1972–76 Franz Röhr (CDU), 1976–2011 Josef Falke (CDU), 2011–2024 Bernd Gieshoidt (CDU). Seit dem 7. März 2024 ist Susanne Unnerstall (CDU) Ortsbürgermeisterin.

## Wirtschaft und Infrastruktur

### Verkehr
Durch den Stadtteil Wellingholzhausen führen die Landesstraßen L 94, L 95 und L 108, sowie die Kreisstraßen K 213, K 216, K 224 und K 225.
- Autobahnanschlüsse: A 30 (E 30): Melle-West, Wellingholzhausen (23); A 33: Dissen/Bad Rothenfelde, Wellingholzhausen (13) und Borgloh/Kloster Oesede (11) – L56 folgen, Richtung Borgloh
- Bahnanschlüsse: Bahnhof Melle: Strecke Osnabrück – Hannover; Bahnhof Dissen: Strecke Bielefeld – Osnabrück; Hauptbahnhof Osnabrück
- Busverbindungen: Stadtbus Melle („Meller Stern“) Linie 309 in der Verkehrsgemeinschaft Osnabrück-Ost (VOS)
- Flughafen: International Airport Münster/Osnabrück – Autobahnanschluss der A 1 (über das Lotter Kreuz der A 30) oder über Landstraße: Glandorf/Bad Laer/Dissen

## Kultur
Die Heimatkapelle Wellingholzhausen e. V. von 1949 ist ein überregional auftretendes Blasorchester. Weitere Kapellen sind die „Minikapelle“ und die „Jugendkapelle“. Sie spielen auf Schützenfesten und sind beim Heimatkapellenkonzert im Frühling vertreten.

### Partnerschaften
Wellingholzhausen unterhält eine Partnerschaft mit der Gemeinde Röckwitz in Mecklenburg-Vorpommern. Jedes Jahr findet eine Besuchsfahrt nach Röckwitz statt.

### Öffentliche Einrichtungen
In Wellingholzhausen gibt es mehrere Einrichtungen, die sowohl für die lokale Gemeinschaft als auch für Besucher von Bedeutung sind. Das „Haus des Gastes“ dient als Veranstaltungszentrum und ist ein zentraler Ort für verschiedene kulturelle und gesellschaftliche Ereignisse. Das „Canisiusheim“, ein ehemaliges Pastorat, hat ebenfalls eine wichtige Funktion im sozialen Leben der Gemeinde. Das „Fachwerk 1775“, ein weiteres Veranstaltungszentrum, das auch als Dorfgemeinschaftshaus dient, spielt eine zentrale Rolle in der Organisation von Gemeindeaktivitäten und Veranstaltungen. Die Beutlingshalle ist die Sporthalle des Ortes, die Sport- und Freizeitaktivitäten für Jung und Alt bietet.

## Sport
Der größte Sportverein im Ort ist der Turnverein Wellingholzhausen, kurz WTV mit über 1500 Mitgliedern. Zwei Sportplätze und zwei Sporthallen stehen für Breiten- und Schulsport zur Verfügung.

### Fußball
Der „TV Wellingholzhausen“ steht mit der 1. Herrenmannschaft in der Kreisliga sowie mit der 2. Herren im Fußball in der 1. Kreisklasse Osnabrück-Land Süd B.
Die 3. Herren spielt in der 3. Kreisklasse.
Im Winterhalbjahr findet jährlich ein mehrtägiges A-Jugend-Hallenturnier statt, auf dem Mannschaften aus dem weiteren Umkreis aus Niedersachsen und Nordrhein-Westfalen antreten.
Ebenfalls im Winter findet der überregional bekannte Beutlingcup statt, ein mehrtägiges Turnier für Hobbymannschaften aus der weiteren Umgebung.

### Schwimmen
In Wellingholzhausen gibt es ein von der Stadt Melle betriebenes kostenpflichtiges Freibad. Es verfügt über Sprungtürme, ein Schwimmerbecken mit einer 25-Meter-Bahn und ein Nichtschwimmerbecken sowie eine Liegewiese.

### Wandern
Wegen seiner Lage vor dem Hang des Teutoburger Waldes wird die Umgebung von Wellingholzhausen als Wandergebiet genutzt. Mehrere Wanderparkplätze mit Wanderkarten stehen zur Verfügung, von denen gekennzeichnete regionale Wanderwege von insgesamt ca. 70 km Länge starten. Sie werden von verschiedenen Institutionen gepflegt, allen voran vom Heimatverein Wellingholzhausen. Dazu kommen überregionale Wanderwege, die das Ortsgebiet passieren: der Ahornweg, der Hase-Else-Hunte-Ems-Weg, der Schau-ins-Land-Weg (X25) und der Meller Ringweg.

## Persönlichkeiten

### Söhne und Töchter
- Jürgen Schrötteringk (1551–1631), Kaufmann und Hamburger Oberalter
- Georg Brinkmann (1850–1926), Heimatdichter, veröffentlichte auch unter dem Pseudonym Georg Runge
- Conrad David Lagemann (1865–1941), Rektor in Meppen und Heimatdichter[18]
- Heinrich Hölscher (1875–1945), Politiker, Kammergerichtspräsident, Berlin (1933–1942) und Förderer des NS-Regimes
- Albert Lütkemeyer (1911–1947), SS-Hauptsturmführer und Schutzhaftlagerführer im KZ Neuengamme
- Alex Stock (1937–2016), katholischer Theologe
- Josef Stock (1938–2025), Politiker (CDU)
- Adolf M. Birke (1939–2024), Historiker

### Mit Wellingholzhausen verbunden
- Emil von Manger (1824–1902), Architekt, Architekt der Kirche St. Bartholomäus in Wellingholzhausen.
- Gustav Görsmann (1873–1942), katholischer Pfarrer, Kaplan in Wellingholzhausen.
- Franz Röhr (1920–2002), Politiker, Bürgermeister von Wellingholzhausen.
- Horst Szymaniak (1934–2009), Fußballspieler, lebte in Wellingholzhausen.
- Reinhold Beckmann (* 1956). Sein Buch Aenne und ihre Brüder von 2023 beschreibt das Schicksal seiner vier Onkel, die aus Wellingholzhausen stammten und im Zweiten Weltkrieg umkamen. Beckmanns Großvater war Schuhmacher in Wellingholzhausen.
- Thomas Uhlen (* 1985), Politiker (CDU), wuchs in Himmern auf.